# Tinglish

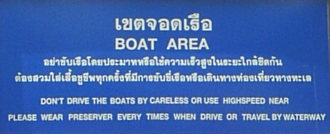
Hinweisschild mit „tinglishen“ Formulierungen

Tinglish (auch Thaiglish oder Thai-Englisch) heißt die von thailändischen Muttersprachlern gesprochene Form der englischen Sprache.

## Überblick
Tinglish ist eine Varietät der englischen Sprache (also eine Sonderform mit unverwechselbaren Zügen), genauer: ein Pidgin (eine reduzierte Sprachform, mit deren Hilfe sich Menschen unterschiedlicher Muttersprache verständigen). Die unverwechselbaren Züge resultieren aus der Anwendung von Prinzipien der thailändischen Sprache auf das Englische. Das heißt zugleich, dass in Aussprache, Grammatik und Wortwahl Charakteristika der thailändischen Sprache deutlich werden. Tinglish ist aber kein Dialekt. Der Grad der thailändischen Einflüsse variiert von Sprecher zu Sprecher, abhängig davon wie gut der Sprecher „richtiges“ Englisch sprechen kann. Die nachfolgend beschriebenen Charakteristika können also, müssen aber nicht unbedingt bei jedem Tinglish-Sprecher auftreten.
Neben den Begriffen Tinglish, Thaiglish und Thai-Englisch finden sich weitere Bezeichnungen, so Thailish und Thainglish. Das Wort Tinglish steht gelegentlich auch für andere Varietäten, etwa für tagalisches oder tamilisches Englisch, in den weitaus meisten Fällen aber für das hier behandelte Thai-Englisch.

### Aussprache
- Bei mehrsilbigen Wörtern wird meist die letzte Silbe mit langem Vokal und fallendem Ton gesprochen, anders als im Englischen, wo die letzte Silbe oder Suffixe oft einen kurzen Vokal haben und unbetont sind. Das erzeugt bei Englisch-Muttersprachlern den Eindruck, die letzte Silbe würde nachdrücklich betont (tatsächlich kennt das Thailändische und damit auch das Tinglish keine dynamische Betonung), z. B. computer [kɔːmpʰiwtɤ̂ː] und fashion [fɛːɕʰân].[6]
- Das Thailändische kennt nur wenige Konsonantencluster. Im Tinglish wird daher zwischen Konsonanten ein kurzes ‚a‘ oder Schwa-Laut eingefügt,[7] oder einer der Konsonanten fällt ganz weg: z. B. wird stay zu sa-tay [sateː], blue zu ba-loo [bəluː], sprite zu sa-pie [sapaj].
- Laute, die im Thailändischen nicht vorkommen, werden ersetzt: die stimmhaften Laute /g/, /z/ und /d͡ʒ/ werden durch stimmlose Äquivalente ersetzt, also zu /k/, /s/ bzw. /t͡ɕ/.[7] Zoo klingt z. B. wie Sue. Der Frikativ /ʃ/ wird durch die Affrikate /t͡ɕ/ ersetzt.[7] Die Wörter chair und share können also (fast) gleich klingen.[8] Der Frikativ /θ/ (das englische „th“) wird durch den Verschlusslaut /t/ ersetzt,[7] also tin statt thin.
- /v/ wird im Silbenanlaut durch /w/ ersetzt,[7] z. B. sewen elewen statt seven eleven.
- Im Auslaut tritt an die Stelle des /v/ hingegen ein „schwaches“ /p/,[7] z. B. say(p) [seːp] statt safe.
- Verschlusslaute werden im Auslaut nicht gesprengt, klingen daher „schwach“ oder sind für englische Muttersprachler kaum wahrnehmbar, z. B. to(p) statt top. Auch Frikative, die im Thailändischen nie im Auslaut stehen, werden im Auslaut durch solche nicht gesprengten Verschlusslaute ersetzt, z. B. fi(t) statt fish. /l/ bzw. /ɫ/ wird im Auslaut entweder durch /n/ oder durch /w/ ersetzt, z. B. nationan statt national, biw statt bill.
- Englische Diphthonge (Zwielaute) aus zwei Vokalen werden zum Teil durch lange Monophthonge, zum Teil durch eine Kombination aus Vokal und Halbvokal ersetzt: /eɪ/ durch /eː/, /ɛə/ durch /ɛː/, /oʊ/ durch /oː/, /aɪ/ durch /a(ː)j/, /aʊ/ durch /a(ː)w/, /ɔɪ/ durch /ɔ(ː)j/, /juː/ durch /iw/.
- Am Silbenende kann im Thailändischen nie ein Konsonantencluster stehen, die „überzähligen“ Konsonanten fallen daher weg,[7] z. B. ack [ʔɛ́k] statt act oder ex (klingen im Tinglish beide gleich) sowie cam [kʰɛːm] statt camp.
- Halbvokale zählen auch als Konsonant, hinter Diphthongen, die im Tinglish einen Halbvokal enthalten (siehe oben), kann daher gar kein Konsonant stehen, z. B. cow [kʰaːw] statt count, i [ʔáj] statt ice.
- Manche Sprecher ersetzen zudem /r/ durch /l/, z. B. tomollow statt tomorrow.

### Grammatik
Als isolierende Sprache kennt das Thailändische keine Flexionen (Wortveränderungen), und in der alltäglich gesprochenen Sprache treten meist einfache Satzgliedfolgen auf:
- Substantive werden weder dekliniert, noch haben sie einen Artikel.
- Nähere Bestimmungen eines Substantivs (Adjektive bzw. das Bestimmungswort in Komposita) werden nicht vor, sondern hinter das Substantiv gestellt.
- Verben werden nicht konjugiert; Zeitformen werden ggf. durch Partikeln kenntlich gemacht.
- Die gewöhnliche Wortstellung ist (wie im Englischen) Subjekt-Prädikat-Objekt; das Subjekt kann ausgelassen werden, wenn es sich aus dem Kontext erschließen lässt.

In tinglishen Sätzen lassen sich dieselben Charakteristika erkennen:
- Die Fügungen man good („guter Mensch“) und bar beer („Bierbar“) sind Beispiele für Substantive mit nachgestellter näherer Bestimmung.
- Die Frage You go Chiang Mai? kann entweder Have you been to Chiang Mai? oder Do you want to go to Chiang Mai? bedeuten („Waren Sie in Chiang Mai?“ oder „Wollen Sie nach Chiang Mai fahren?“).[9] Um nun etwa die Vergangenheitsform zweifelsfrei darzustellen, wird das Wort already angefügt: You go Chiang Mai already? („Waren Sie bereits in Chiang Mai?“). Already ist die wörtliche Übersetzung der Partikel แล้ว [lɛ́ːw], mit der in der thailändischen Sprache die Vergangenheit ausgedrückt wird – der Satz darf also nicht im Sinne von „Fährst du jetzt schon nach Chiang Mai?“ verstanden werden.
- Anstelle von yes und no wird manchmal – wie im Thailändischen – das Verb aus der Frage wiederholt (affirmativ) bzw. verneint, z. B. kann die Antwort auf die Frage Do you have ice cream? („Führen Sie Speiseeis?“) Have. oder No have. lauten.

### Wortwahl
Die Wortwahl orientiert sich oft direkt an der thailändischen Sprache, zum Beispiel am Usus, Wörter durch Wiederholung zu unterstreichen. Die Fügung same same ist eine solche charakteristische „totale Reduplikation“ (Wortverdoppelung); sie steht konsequent für die englischen Begriffe the same („der/die/das Gleiche“ oder „derselbe/dieselbe/dasselbe“), as usual („wie gewohnt“) und similar („ähnlich“). Auch der stehende Ausdruck snake snake fish fish ist eine wortwörtliche Übersetzung aus der Muttersprache und steht für das englische so-so, zu deutsch „so la la“.
Der häufig gehörte Satz Where you go? ist weniger eine Frage als die direkte Übertragung der thailändischen Begrüßungsformel ไปไหน [bpai nai]. Bemerkenswert ist die Übernahme muttersprachlicher Höflichkeitspartikeln in den englischsprachigen Kontext: nicht take care, sondern take care na, nicht thank you, sondern thank you khrap (männlicher Sprecher) beziehungsweise thank you kha (weibliche Sprecherin).

## Beispiel
Same same but different, eine in Thailand und mittlerweile international verbreitete Redewendung mit der Bedeutung „ganz gleich und doch anders“, ist ein bekanntes Beispiel des Tinglish. In ganz Thailand (und weltweit über zahlreiche Internet-Shops) sind T-Shirts mit dem Aufdruck same same but different erhältlich, wobei same same auf der Vorderseite zu lesen ist, but different auf der Rückseite.
Die Textzeile same same but different spielt auch in der internationalen Popmusik eine Rolle, so auf der CD „Same/Same … But Different“ der Band Vengeance (2007) oder in dem Hindi-Song „We Are Same Same But Different“, einem Hit aus dem Bollywood-Film „Bombay to Bangkok“ des Regisseurs Nagesh Kukunoor (2008). Einige deutsch- und englischsprachige Bücher tragen die Redewendung direkt im Titel, wobei die Zeichensetzung variiert. Der Film Same Same But Different des Regisseurs Detlev Buck, der allerdings in Kambodscha spielt, wurde im August 2009 auf dem 62. Internationalen Filmfestival von Locarno mit einem Preis ausgezeichnet und startete im Januar 2010 in den deutschen Kinos.